# Lliga tanzana de futbol
La lliga tanzana de futbol és la màxima competició futbolística de Tanzània. És organitzada per la Football Association of Tanzania. Fou creada l'any 1965.

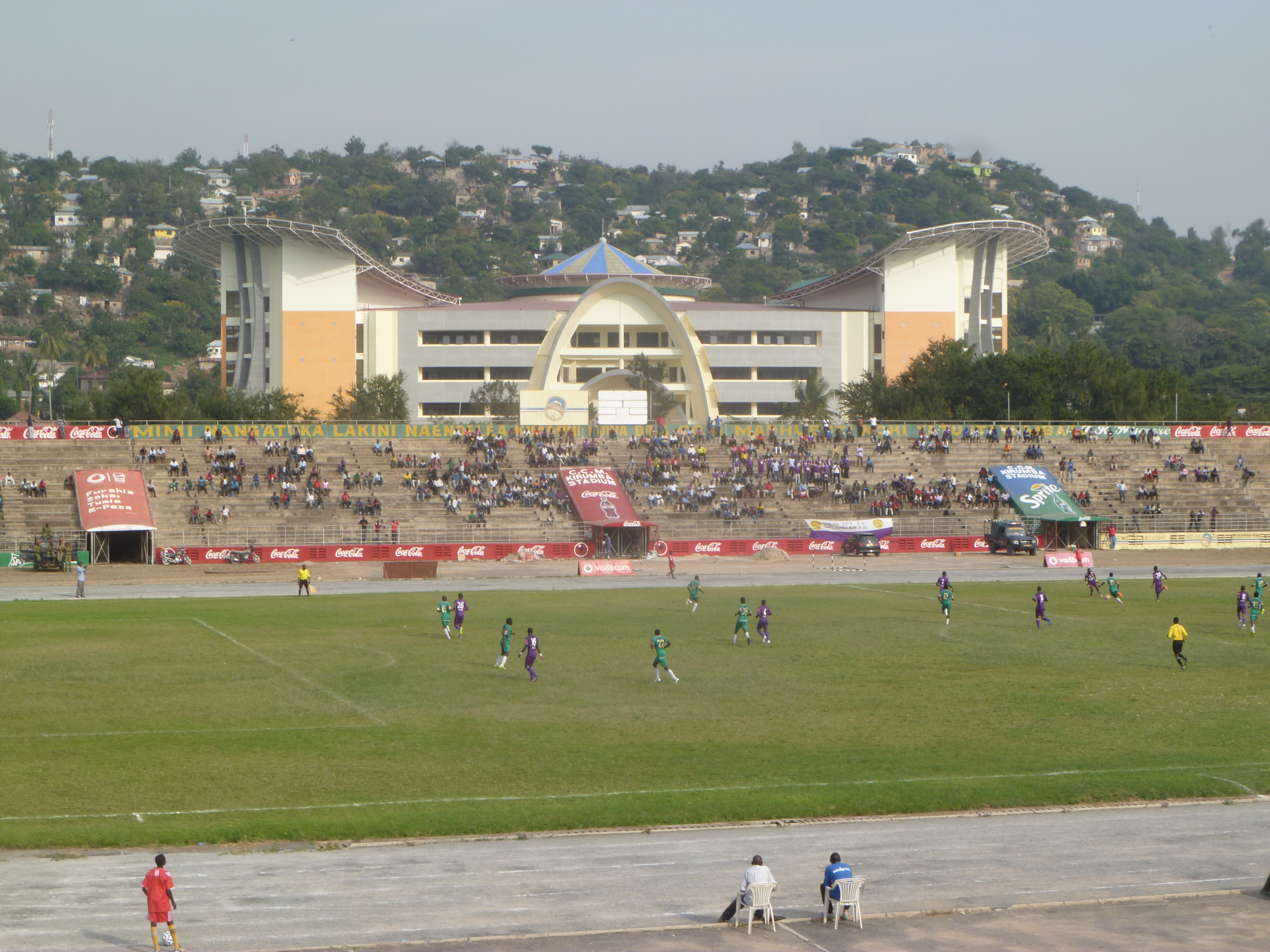
Partit de la Premier League tanzana entre Kagera Sugar i Mbeya City el 17 de gener de 2015.

## Història
Entre 1929 i 1964 existí la lliga de Dar es Salaam de futbol. El 1965 s'organitzà per primer cop la lliga de Tanzània. Entre 1982 i 2003 es disputen dues lligues al país, la lliga de Tanganyika de futbol i la lliga de Zanzíbar de futbol. El campionat de Tanzània fou disputat pels millors equips d'ambdues competicions. A partir del 2004, la lliga de Zanzíbar rebé el reconeixement oficial de la CAF i els campions de Tanzània corresponen als campions de Tanganyika.

## Historial
Font:
- 1965:  Sunderland (1)
- 1966:  Sunderland (2)
- 1967:  Cosmopolitans (1)
- 1968:  Young Africans FC (1)
- 1969:  Young Africans FC (2)
- 1970:  Young Africans FC (3)
- 1971:  Young Africans FC (4)
- 1972:  Young Africans FC (5)
- 1973:  Simba SC (3)
- 1974:  Young Africans FC (6)
- 1975:  Mseto Sports (1)
- 1976:  Simba SC (4)
- 1977:  Simba SC (5)
- 1978:  Simba SC (6)
- 1979:  Simba SC (7)
- 1980:  Simba SC (8)
- 1981:  Young Africans FC (7)
- 1982:  Pan African FC (1)
- 1983:  Young Africans FC (8)
- 1984:  KMKM FC (1)
- 1985:  Maji Maji FC (1)
- 1986:  Maji Maji FC (2)
- 1987:  Young Africans FC (9)
- 1988:  Pan African FC (2)
- 1989:  Malindi SC (1)
- 1990:  Pamba SC (1)
- 1991:  Young Africans FC (10)
- 1992:  Malindi SC (2)
- 1993:  Simba SC (9)
- 1994:  Simba SC (10)
- 1995:  Simba SC (11)
- 1996:  Young Africans FC (11)
- 1997:  Young Africans FC (12)
- 1998:  Maji Maji FC (3)
- 1999:  Prisons FC (1)
- 2000:  Young Africans FC (13)
- 2001:  Simba SC (12)
- 2002:  Simba SC (13)
- 2003: no s'atorgà
- 2004:  Simba SC (14)
- 2005:  Young Africans FC (14)
- 2006:  Young Africans FC (15)
- 2007:  Simba SC (15) [mini lliga]
- 2007-08:  Young Africans FC (16)
- 2008-09:  Young Africans FC (17)
- 2009-10:  Simba SC (16)
- 2010-11:  Young Africans FC (18)
- 2011-12:  Simba SC (17)
- 2012-13:  Young Africans FC (19)
- 2013-14:  Azam FC (1)
- 2014-15:  Young Africans FC (20)
- 2015-16:  Young Africans FC (21)
- 2016-17:  Young Africans FC (22)
- 2017-18:  Simba SC (18)
- 2018-19:  Simba SC (19)
- 2019-20:  Simba SC (20)
- 2020-21:  Simba SC (21)
- 2021-22:  Young Africans FC (23)
- 2022-23:  Young Africans FC (24)[2]